# John Greaves
John Greaves (ur. 1602, zm. 8 października 1652) – angielski matematyk i starożytnik.

## Wybrane dzieła
- Pyramidographia, or a Description of the Pyramids in Ægypt (1646)
- A Discourse on the Roman Foot and Denarius (1649)
- Elementa Linguae Persicae (1649)
- (razem z Samuelem Fosterem) Lemmata Archimedis, apud Graecos et Latinos iam pridem desiderata, e vetusto codice manuscripto Arabico... (1659)